# Xepsetkau
Xepsetkau (Šps.t-k3.w) va ser una princesa egípcia de la IV Dinastia. Era filla del faraó Khefren, el quart governant de la IV dinastia, i la seva Gran esposa reial Meresankh III. Va tenir diversos germans complets (del mateix pare i mare): els prínceps Kheneterka, Duaenre, Nebemakhet i Niuserre, i dues germanes els noms de les quals no ens han arribat. Khefren va tenir més fills amb altres dones, com el posterior faraó Menkhaure.
| A50 | t · D28 | D28 · D28 |

| A50 | t · D28 | D28 · D28 |

A Xepsetkau només se la coneix pels noms que es donen a la tomba del seu germà Nebemakhet (tomba tallada a la roca LG 86 (G 8172) del Camp Central de la necròpolis de Guiza) excavada per l'egiptòleg alemany Richard Lepsius el segle xix i per Selim Hassan el XX. Originalment Xepsetkau apareixia asseguda amb el seu germà a la paret sud de la capella exterior, tot i que no s'ha conservat. També apareix en relleus de la capella interior (sobre la porta de la paret oriental i en fragments de la paret nord), en ambdós casos hi apareix identificada amb el títol de Filla del rei del seu cos (sAt nswt n Xt = f). No és clar si va ser enterrada aquí o si va tenir la seva pròpia tomba.
L'arqueòleg nord-americà George Andrew Reisner va proposar que també apareixeria representada en estàtues sense inscripció a la paret nord de la sala nord de la tomba G 7530-sub (G 7530-7540). la tomba de la reina Meresankh III.